# Charlie Brand
Charles William Brand, detto Charlie (Manchester, 16 giugno 1916 – Blackpool, luglio 1984), è stato un pallanuotista britannico.
Ha fatto il suo debutto internazionale in Inghilterra contro la Danimarca nel 1939, ma ha dovuto sospendere la sua carriera a causa della seconda guerra mondiale, riprendendo la sua carriera sportiva alla fine della guerra, disputando le Olimpiadi di Londra 1948 e di Helsinki 1952.